# Liste der diplomatischen Vertretungen in Nauru
Diese Seite listet die diplomatischen Auslandsvertretungen in Nauru auf. Mit Stand Juni 2015 gibt es zwei Auslandsvertretungen.

## Botschaften und Hochkommissariate
| Botschaften und Hochkommissariate (A–Z) | Botschaften und Hochkommissariate (A–Z)                  | Botschaften und Hochkommissariate (A–Z) | Botschaften und Hochkommissariate (A–Z) | Botschaften und Hochkommissariate (A–Z) |
| Gastland                                | Botschaft/Hochkommissariat Adresse                       | Einrichtung                             | Vertreter                               | Website                                 |
| --------------------------------------- | -------------------------------------------------------- | --------------------------------------- | --------------------------------------- | --------------------------------------- |
| Australien                              | Hochkommissariat Australiens Aiwo                        | Hochkommissariat                        | Martin Quinn                            | Weblink                                 |
| Taiwan                                  | Botschaft der Republik China (Taiwan) Civic Center, Aiwo | Botschaft                               |                                         | Weblink                                 |

## Andere Vertreter
Das stabilisierte De-facto-Regime Südossetien, welches Nauru als unabhängiger Staat anerkennt, hat einen neuseeländischen Staatsbürger als Vertreter in Nauru ernannt.